# Lychas
Lychas je rod štírů. Jeho zástupci jsou rozšířeni převážně v Asii ale lze je nalézt i v Austrálii a Africe. Způsobem života se jedná o stromové štíry. Lze je nalézt na bromeliích, listech stromů a větvích. Štíři rodu Lychas rychle rostou a dobře se množí a to je také jeden z hlavních důvodů proč se jedná o velice často chované štíry v Evropě. Nejčastěji chovaným druhem je Lychas mucronatus. Velikostí se pohybují mezi 25 a 45 mm. Jedovatostí se řadí ke štírům se silným jedem a pro alergické osoby a děti může být jed nebezpečný. Štír Lychas marmoreus z Austrálie je pravděpodobně zodpovědný za jediné úmrtí po bodnutí štíra na australském kontinentu. Bodnutí zdravého člověka není nebezpečné, ale je bolestivé. Typovým druhem je Lychas scutilus.

## Druhy
- Lychas albimanus Henderson, 1919
- Lychas asper (Pocock, 1891)
- Lychas biharensis Tikader & Bastawade, 1983
- Lychas braueri (Kraepelin, 1986)
- Lychas buchardi Kovarík, 1997
- Lychas burdoi (Simon, 1882)
- Lychas ceylonensis Lourenço & Huber, 1999
- Lychas farkasi Kovarik, 1997
- Lychas feae (Thorell, 1889)
- Lychas flavimanus (Thorell, 1888)
- Lychas gravelyi Henderson, 1913
- Lychas hendersoni (Pocock, 1897)
- Lychas heurtaultae Kovarík, 1997
- Lychas hillyardi Kovarík, 1997
- Lychas hosei (Pocock, 1891)
- Lychas infuscatus (Pocock, 1891)
- Lychas kamshetensis Tikader & Bastawade, 1983
- Lychas kharpadi Bastawade, 1986
- Lychas krali Kovarík, 1995
- Lychas laevifrons Pocock, 1897
- Lychas Lourençoi Kovarík, 1997
- Lychas marmoreus (C.L. Koch, 1844)
- Lychas mjobergi Kraepelin, 1916
- Lychas mucronatus (Fabricius, 1798)
- Lychas nigristernis (Pocock, 1899)
- Lychas obsti Kraepelin, 1913
- Lychas perfidus (Keyserling, 1885)
- Lychas rackae Kovarík, 1997
- Lychas rugosus (Pocock, 1897)
- Lychas scaber (Pocock, 1893)
- Lychas scutilus C. L. Koch, 1845
- Lychas serratus (Pocock, 1891)
- Lychas shelfordi (Borelli, 1904)
- Lychas shoplandi (Oates, 1888)
- Lychas srilankensis Lorenco, 1997
- Lychas tricarinatus (Simon, 1884)
- Lychas variatus (Thorell, 1876)